# Jamill Kelly
Jamill Kelly (n. 25 octombrie 1977, Atwater⁠(d), California, SUA) este un luptător ce a reprezentat Statele Unite ale Americii, medaliat olimpic. A participat la o ediție a Jocurilor Olimpice (2004) în care a câștigat o medalie de argint.

## Participări
Lista de mai jos prezintă principalele competiții la care a participat Jamill Kelly de-a lungul carierei.
- wrestling at the 2004 Summer Olympics – men's freestyle 66 kg[*]